# Kreis Hümmling
| Basisdaten                                                 | Basisdaten          |
| ---------------------------------------------------------- | ------------------- |
| Preußische Provinz                                         | Hannover            |
| Regierungsbezirk                                           | Osnabrück           |
| Kreissitz                                                  | Sögel               |
| Bestandszeitraum                                           | 1885–1932           |
| Fläche                                                     | 808,60 km²          |
| Einwohner                                                  | 21.338 (1925)       |
| Bevölkerungsdichte                                         | 26 Einw./km² (1925) |
| Gemeinden                                                  | 36 (1932)           |
| Kfz-Kennzeichen:                                           | I S                 |
| Lage des Kreises in der ehemaligen Provinz Hannover (1905) |                     |
| Lage des Kreises Hümmling in der Provinz Hannover (1905)   |                     |
| Der Kreis vor der preußischen Gebietsreform 1932           |                     |
| Kreis Hümmling 1932                                        |                     |

Der Kreis Hümmling war von 1885 bis 1932 ein Landkreis im Westen der  preußischen Provinz Hannover.

## Geografie

### Lage
Der Kreis lag etwa 22 km nördlich von Meppen und war benannt nach dem  bis zu 73 m ü. NN hohen Geestrücken Hümmling.

### Nachbarkreise
Der Kreis Hümmling grenzte im Norden an den Kreis Leer, im Osten an das Großherzogtum Oldenburg (Ämter Friesoythe und Cloppenburg), im Süden an den Kreis Meppen und im Westen an den Kreis Aschendorf.

## Geschichte
Die Region Hümmling war bis 1803 Teil des Niederstift Münster, kam dann an das Herzogtum Arenberg-Meppen (1803 bis 1810), war Teil des Kaiserreiches Frankreich (1810 bis 1814) und kam 1814 an das Königreich Hannover, mit diesem 1866 an Preußen. Die Preußen waren hier allerdings sehr unbeliebt, so dass der Hümmling, eigentlich eine Domäne der katholischen Zentrumspartei, zur Reichstagswahl 1928 infolge der Agrarkrise eine Hochburg der Deutsch-Hannoverschen Partei (Welfenpartei) wurde. Der Hümmling wurde im Alten Reich auch als freier Hümmling bezeichnet, da die Bauern in ihm nicht persönlich abhängig waren. Sie behaupteten dies zumindest in einem langen Prozess, der wegen des Versuchs des Fürstbischofs von Münster, sie zu Fronarbeiten zum Bau seines Schlosses Clemenswerth heranzuziehen, vor dem Reichskammergericht in Wetzlar geführt wurde.
Nach der Annexion Hannovers 1867 durch Preußen wurde 1885 aus dem Amt Hümmling sowie den Gemeinden Ahmsen, Groß Berßen, Klein Berßen, Herßum, Holte, Lähden, Lastrup, Vinnen und Wachtum des Amtes Haselünne der Kreis Hümmling gebildet. Vor 1815 war das Kreisgebiet Teil des Herzogtums Arenberg, das 1803 aus Teilen des Niederstiftes Münster entstanden war.
Der Kreis Hümmling umfasste zunächst 35 Gemeinden und den Gutsbezirk Clemenswerth. Im Rahmen der Auflösung der preußischen Gutsbezirke wurde Clemenswerth in den 1920er Jahren nach Sögel eingemeindet. Am 1. Oktober 1931 wurde aus Teilen von Esterwegen die neue Gemeinde Bockhorst gebildet.
Am 1. August 1932 wurden durch Verordnung des preußischen Staatsministeriums der Kreis Aschendorf und der Kreis Hümmling mit Wirkung zum 1. Oktober 1932 aufgelöst. Der größte Teil des Kreises wurde mit dem Kreis Aschendorf zum Landkreis Aschendorf-Hümmling vereinigt. Die zum Kreis Hümmling gehörenden Gemeinden Ahmsen, Groß Berßen, Klein Berßen, Groß-Stavern, Klein-Stavern, Herßum, Holte, Lähden, Lastrup, Vinnen und Wachtum wurden in den Kreis Meppen eingegliedert.
Heute ist das Gebiet des ehemaligen Kreises Hümmling Teil des 1977 entstandenen Landkreises Emsland, jedoch ohne die ehemaligen Gemeinden Wachtum (heute Stadt Löningen, Landkreis Cloppenburg), Neuarenberg, Neulorup und Neuvrees (heute Stadt Friesoythe, Landkreis Cloppenburg).

## Einwohnerentwicklung
| Jahr | Einwohner |
| ---- | --------- |
| 1890 | 15.452    |
| 1900 | 16.313    |
| 1910 | 18.231    |
| 1925 | 21.338    |

## Landräte
- 1885–1915 August Peus (1855–1939)
- 1915–1916 Walter vom Hove (1881–1932) (vertretungsweise)
- 1916–1931 Franz-Fritz von Fürstenberg
- 1931–1932 Hermann Mersmann

## Gemeinden
Der Kreis Hümmling umfasste zum Zeitpunkt seiner Auflösung 1932 die folgenden 36 Gemeinden:
| Ahmsen Bockholte Bockhorst (ab 1931) Börger Breddenberg Eisten Esterwegen Groß Berßen Groß Stavern Harrenstätte Herßum Holte | Hüven Klein Berßen Klein Stavern Lähden Lahn Lastrup Lorup Neuarenberg Neubörger Neulorup Neuvrees Ostenwalde | Sögel Spahn Vinnen Vrees Wachtum Wahn Waldhöfe Wehm Werlte Werpeloh Wieste Wippingen |

## Region Hümmling
Der Hümmling ist nicht nur ein Geestrücken, er ist auch Quelle der regionalen Identität seiner Einwohner – die Bewohner fühlen sich als Hümmlinger.

### Besonderheiten
Eine typische Hümmlinger Spezialität ist der „Baukweiten Janhinnerk“, ein Pfannkuchen aus Buchweizenmehl mit Sirup, Apfelmus, Preiselbeeren, Ei, Käse, Brot oder Schwarzbrot.
Die „Nationalhymne“ des Hümmlings ist der „Hümmelske Bur“, ein Lied, welches die charakteristischen Eigenschaften der lokalen Bevölkerung preist.
Die Umgangssprache ist auch heute noch das Hümmlinger Platt, das zu den nordniedersächsischen Dialekten des Niedersächsischen gezählt wird. Erst die Generation der nach etwa 1975 Geborenen ist hochdeutsch aufgewachsen.
Eine besondere technische Attraktion im Hümmling ist die Hüvener Mühle, die heute die letzte komplett erhalten kombinierte Wind- und Wassermühle Europas darstellt.

### Religion
Der Hümmling ist wie auch das Emsland traditionell römisch-katholisch (93 % der Bevölkerung). Nach dem Zweiten Weltkrieg zogen viele Flüchtlinge aus den ehemaligen Ostgebieten und seit 1990 Russlanddeutsche in den Hümmling, die neben dem katholischen Glauben auch der Neuapostolischen Kirche und evangelikalen Glaubensrichtungen angehören (Pfingstbewegung, Baptisten).